# Body Harvest
Body Harvest – komputerowa przygodowa gra akcji wyprodukowana przez szkockie studio DMA Design i wydana w 1998 roku na Nintendo 64.

## Fabuła
Fabuła gry obraca się wokół losów okupowanej przez obcych Ziemi. Akcja została osadzona w 2016 roku, a sama okupacja rozpoczęła się 100 lat wcześniej. Co 25 lat kosmici przybywają na Ziemię w celu zbierania ludzi na materiał organiczny. Protagonistą gry jest Adam Drake, jeden z nielicznych ocalałych ludzi. Uzyskuje on dostęp do urządzenia umożliwiającego podróżowanie w czasie. Drake ma za zadanie cofnąć się o sto lat, a następnie przenosić się o 25 lat w przyszłość w celu powstrzymywania inwazji. Pierwszym miejscem akcji jest Grecja w 1916 roku, gdzie rozpoczęła się inwazja, drugim wyspa Jawa w 1941 roku, następnie Ameryka w 1966 roku i Syberia w 1991 roku.

## Rozgrywka
Akcja rozgrywa się podczas trwającej inwazji i okupacji Ziemi przez obcych. Gracz ma do dyspozycji 60 pojazdów, którymi może podróżować po mapie oraz kilka rodzajów broni, do których paliwo oraz amunicję może znajdować w budynkach. W większości misji należy bronić cywili, pokonywać nadciągające fale wrogów oraz niszczyć procesory i generator, które służą więzieniu ludzi. Po zniszczeniu generatora następuje walka z bossem. W grze występuje ponad 70 rodzajów przeciwników. Niektórzy z nich mają za zadanie walczyć z protagonistą, inni zbierać „materiał organiczny”, a jeszcze inni niszczyć ludzkie domostwa. Każda fala obcych zaznaczana jest czerwoną strzałką na ekranie. Gdy zbyt wielu ludzi zginie, planeta eksploduje i należy rozpocząć poziom od nowa.

## Odbiór gry
Recenzje gry były przeważnie pozytywne. Oprawę wizualną określano jako przyzwoitą, krytykowano ruchy kamery, jednocześnie chwaląc wygląd pojazdów i eksplozji. Krytycy jednogłośnie docenili ścieżkę dźwiękową, uznając ją za klimatyczną i pasującą do tego gatunku gier. Jako plusy tej produkcji wymieniano także możliwość korzystania z pojazdów takich jak samochody, czołgi, łodzie i samoloty. Pozytywnie oceniano możliwość znajdowania przedmiotów takich jak paliwo, amunicja czy apteczki. Niektórzy recenzenci zwrócili uwagę na niewielką liczbę budynków, z których i tak większość jest zamkniętych. Recenzent portalu Game Revolution stwierdził nawet, że „to naprawdę bolesne znaleźć wioskę z pięcioma budynkami i szukać otwartych drzwi (o ile w ogóle istnieją)”. Peer Schneider z IGN skrytykował natomiast brak trybu rozgrywki wieloosobowej. Ostatecznie Body Harvest podsumowano jako udane połączenie rozwiązań takich jak podróżowanie wieloma rodzajami pojazdów, strzelanie z różnych rodzajów broni i otwarty świat, co stanowiło główne cechy wydanej trzy lata później przez DMA Design przełomowej gry Grand Theft Auto III.